# Poecilocloeus fastigiatus
Poecilocloeus fastigiatus är en insektsart som beskrevs av Marius Descamps 1976. Poecilocloeus fastigiatus ingår i släktet Poecilocloeus och familjen gräshoppor. Inga underarter finns listade i Catalogue of Life.